# 约翰·尼曼
约翰·尼曼（瑞典語：John Nyman，1908年4月25日—1977年10月19日），瑞典男子摔跤运动员。他曾代表瑞典参加1936年夏季奥林匹克运动会摔跤比赛，获得男子古典式重量级银牌。